# Sânnicolau Mare
Sânnicolau Mare (ortografia antiga Sînnicolau Mare, pronunciació en romanès: [sɨnnikoˌla.u ˈmare]) és una ciutat del comtat de Timiș, Romania i la més occidental del país. Situat a la regió del Banat, al llarg de les fronteres amb Sèrbia i Hongria, té una població de poc més de 12.000 habitants.

## Nom
En alemany, es coneix com Groß Sankt Nikolaus, en hongarès com Nagyszentmiklós, en búlgar del Banat com Smikluš, i en serbi com a Сент Николаш / Sent Nikolaš. Es tradueix com a "Gran Sant Nicolau" a l'anglès.

## Història

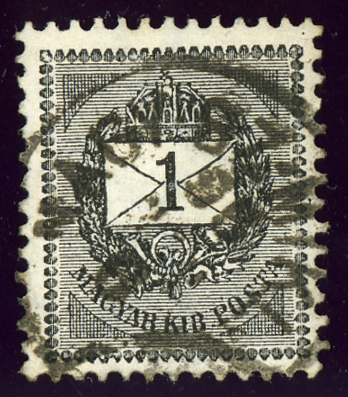
Regne d'Hongria, cancel·lat a NAGY SZ-MIKLOS el 1895

Prop de Sânnicolau Mare hi ha les restes de Morisena, una antiga ciutat, seu de les legions romanes i dels ducs medievals de Banat. Des del 1000, va formar part del Regne d'Hongria. Després del tractat de Passarowitz (1718), la ciutat (i el Banat) va formar part del Banat de Temeswar, monarquia dels Habsburg, fins al 1778. Després de la seva reincorporació al Regne d'Hongria, mentre que entre 1849-1860 va passar a formar part del Voivodat de Sèrbia i el Banat de Temeschwar. Després del compromís austrohongarès de 1867 va formar part de la part transleitana d'Àustria-Hongria. A finals del segle xviii, la dinastia dels Habsburg d'Àustria va reclutar agricultors i artesans alemanys per reassentar zones del Danubi que havien quedat despoblades durant el regnat otomà i la pesta. Se'ls va permetre mantenir la seva pròpia religió, llengua i cultura, i es van fundar molts pobles alemanys al Banat.
Els descendents dels alemanys ètnics van ser coneguts com a suaves del Danubi (Donauschwaben) i parlaven una forma diferent d'alemany que es va fer diferent de l'evolució dels principals estats. Aquesta és una de les raons de l'elevada proporció d'ètnics alemanys a la ciutat abans de la Segona Guerra Mundial. Després de la guerra, molts van abandonar la zona per escapar del domini soviètic; d'altres van ser expulsats a causa del sentiment antialemany a tota l'est d'Europa.
La ciutat era un centre de districte al comtat de Torontál durant el govern dels Habsburg. La ciutat va ser la seu del comtat entre 1807 i 1820 a causa d'un gran incendi a Nagy-Becskerek, la seu del comtat. Ocupada per les tropes sèrbies el 1918 durant la Primera Guerra Mundial, la ciutat va passar a formar part de Romania el 1920 durant el realineament posterior a la guerra.
Sânnicolau Mare és conegut pel Tresor de Nagyszentmiklós, un tresor de 23 objectes d'or descoberts aquí el 1799 (aleshores es deia Nagy Szent Miklos / Groß-Sankt-Niklaus a la monarquia dels Habsburg). Les peces s'exposen al Kunsthistorisches Museum de Viena i al Museu Nacional d'Història de Sofia. La ciutat és el bressol de Béla Bartók, el gran compositor hongarès del segle xx, i de Károly Szénassy, el gran violinista hongarès-iugoslau. La ciutat es troba a 64 quilòmetres de Timișoara, la ciutat més gran de la regió.

## Demografia
Segons el cens del 2011, la ciutat tenia 12.312 habitants: un 73,7% de romanesos, un 7,2% d'hongaresos, un 3,1% de gitanos, un 3,0% de serbis, un 3,0% de búlgars, un 2,1% d'alemanys, un 0,3% d'altres i per al 7,5% no hi havia informació ètnica.

## Fills il·lustres
- Béla Bartók
- Cristian Bălgrădean

## Galeria

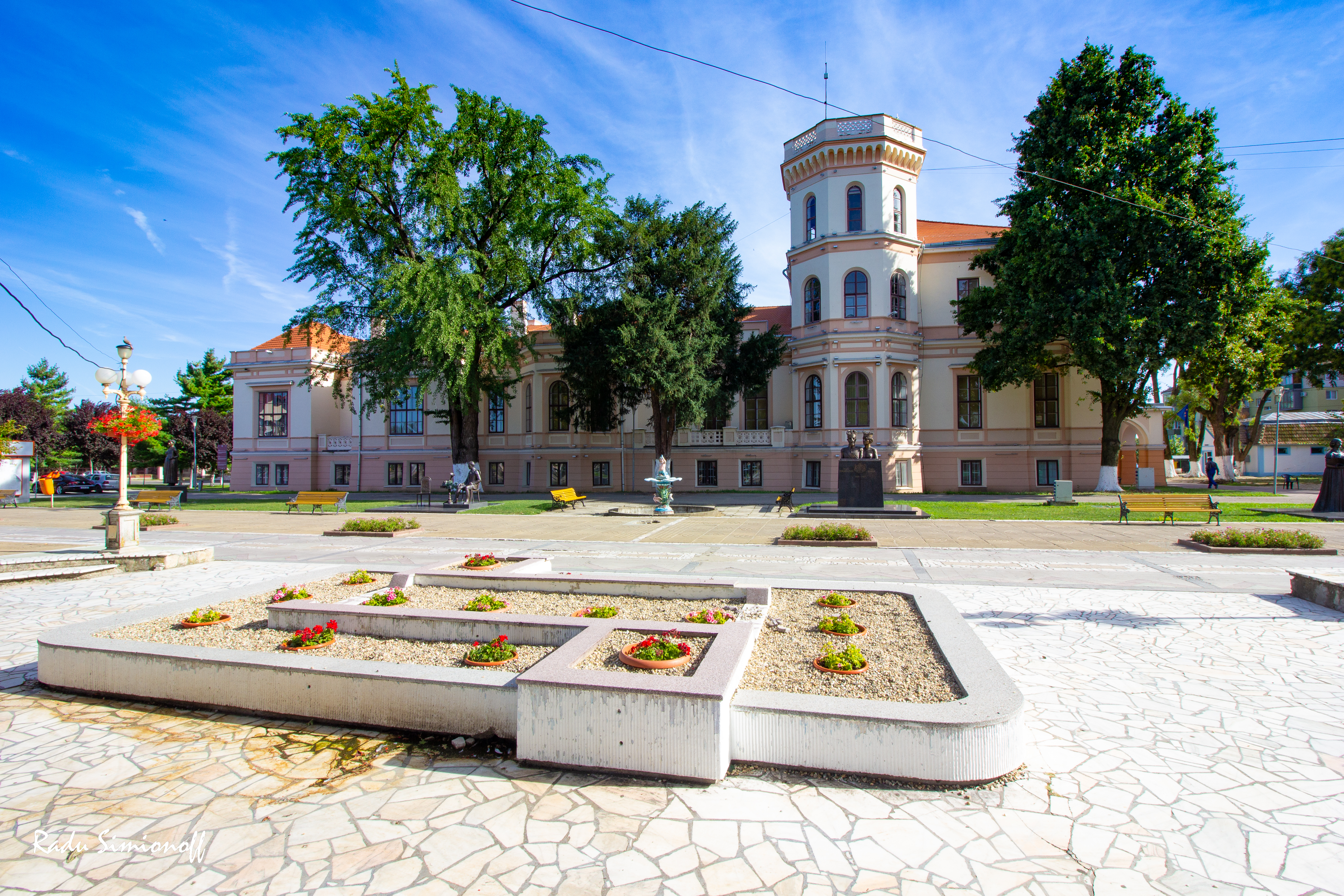
Castell de Nákó
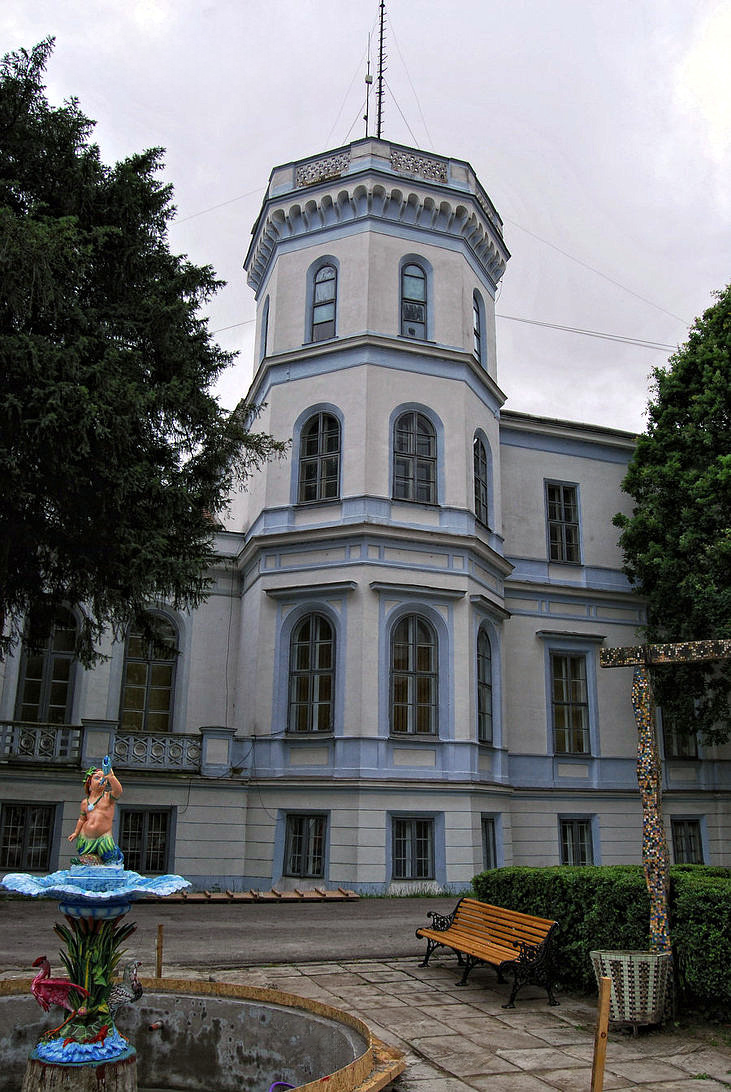
Castell de Nákó
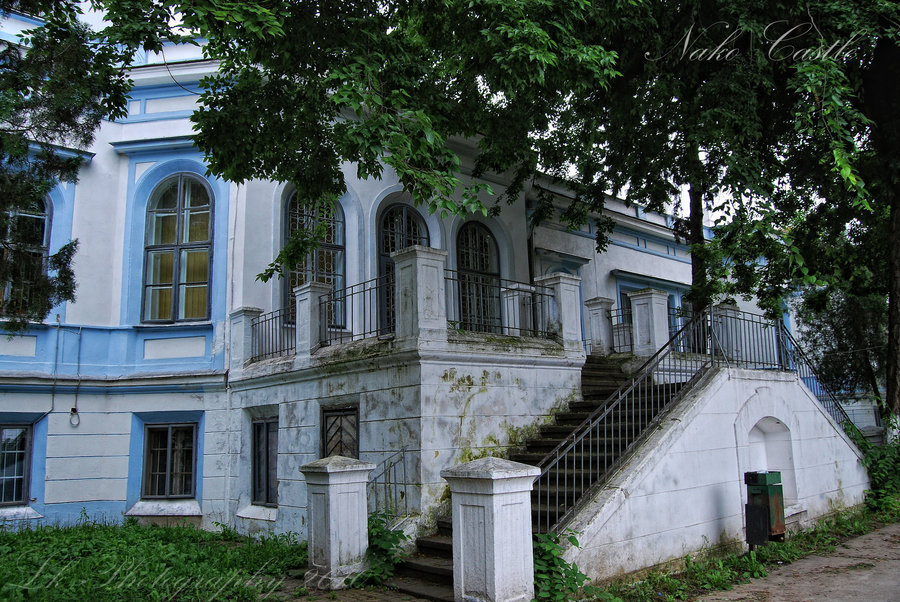
Castell de Nákó